# Spodoptera suffusa
Spodoptera suffusa là một loài bướm đêm trong họ Noctuidae.